# Porto Santo Stefano
Porto Santo Stefano est un village italien, chef-lieu de la commune de Monte Argentario, dans la province de Grosseto, dans la Maremme, en Toscane.

## Géographie
Porto Santo Stefano est située sur le côté nord-ouest du promontoire de l'Argentario, à environ 40 km au sud-est de Grosseto, à 10 km au sud-ouest d'Orbetello et environ 12 km de Porto Ercole. C'est la plus grande localité de cette péninsule.

## Histoire
Grâce à sa position géographique favorable, le site où est implantée Porto Santo Stefano a été fréquenté dès l'Antiquité par les peuples qui naviguaient en Méditerranée. Les Romains ont laissé des traces de leur présence (parmi lesquelles les restes des thermes de Domitien) et sur les cartes qu'ils ont établies le lieu est indiqué sous divers noms, comme Portus Traianus ou Portus ad Cetarias.
Sous la domination de Sienne, qui va du début du XVe au milieu du XVIe siècle, Porto Santo Stefano, considérée par les autorités siennoises comme un port de peu d'importance, est l'objet de fréquentes incursions de pirates. Au cours de cette période ont été construites en 1442 la tour Argentiera, et quelques tours côtières. Le développement du village a débuté vers 1550 sous le gouverneur espagnol Nunez Orejon de Avila, et s'est poursuivi après la création de l'État des Présides, avec notamment la construction de la forteresse espagnole.
En 1646, Porto Santo Stefano est conquise par les Français, puis retourne de nouveau sous domination espagnole dans la même année. En 1707 elle est prise par les Autrichiens, ainsi que l'ensemble de l'État des Présides. En 1737 commence la domination des Bourbons, et pendant cette période, Porto Santo Stefano enregistre une poussée démographique importante avec l'installation de nombreuses familles venues de la Campanie, de l'île d'Elbe et de la Riviera ligure.
Au XIXe siècle, pendant le Risorgimento, l'expédition des Mille, le corps de volontaires parti de Gênes, dirigé par Giuseppe Garibaldi, en route pour la Sicile afin de conquérir le royaume des Deux-Siciles, gouverné par les Bourbons effectue un deuxième arrêt, le 9 mai 1860, dans les environs de Porto Santo Stefano pour l’approvisionnement en charbon.
C'est au large de Porto Santo Stefano que s'est échoué le paquebot Costa Concordia, entrainant la mort d'au moins 17 personnes en janvier 2012.

## Monuments et patrimoine

### Architecture religieuse
- Église Santo Stefano (it), construite par les Espagnols au cours du XVIIe siècle et restaurée dans les années 1950.
- Église de l'Immacolata al Valle, une église moderne, d'architecture futuriste, construite en 1979, située dans le quartier commercial.
- Église de la sainte Trinité, située dans la localité de Pozzarello (it).

### Architecture militaire
- Fortezza Spagnola, place forte construite par les Espagnols entre la fin du XVIe et le début du XVIIe siècle. Après la construction de cette forteresse, Porto Santo Stefano fit partie de l'État des Présides.
- Fort de Pozzarello (XIXe siècle)
- Fort Tre Natali (XIXe siècle)
- Fort de Lazzeretto (XIXe siècle)
- Tour de Lividonia (XVIe siècle)
- Tour du Calvello (XVIe siècle)
- Tour Cacciarella (XVIe siècle)

## Culture

### Fêtes et traditions

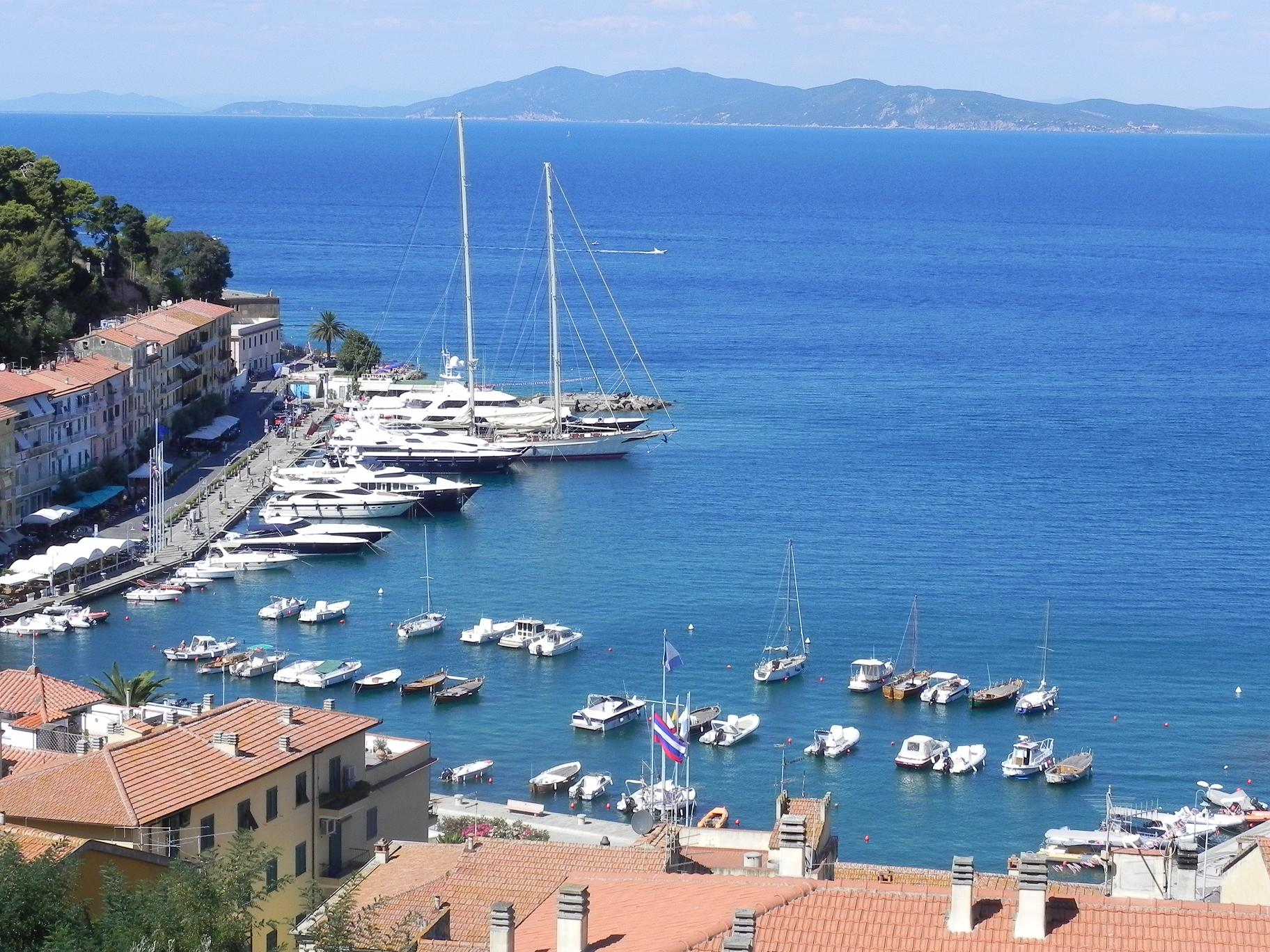
Le vieux port de Pilarella.

Parmi les événements qui ont lieu à Porto Santo Stefano l'un des plus importants est sans aucun doute le « Palio dell'Argentario », encore appelé Palio Marinaro dell'Argentario. Il s'agit d'une régate, compétition « à la rame » sur des barques de pêche, de 4 000 mètres, avec des bateaux typiques appelés Guzzi, des barques traditionnelles, qui se déroule chaque année le jour du Ferragosto (15 août), entre les quatre districts de la localité. Le Palio, organisé depuis 1937 a été interrompu entre 1940 et 1944, en raison de la Seconde Guerre mondiale. Chaque victoire est récompensée par la remise au district vainqueur de l'Albo d'oro. Au palmarès, le district de Pilarella compte à ce jour 23 victoires, celui de la Croce 19, celui de Valle 16 et celui de la Forteresse 12.

### Musées
Au cœur de la Fortezza Spagnola, un musée présente une exposition permanente des Maestri d'Ascia, dédiée aux artisans qui construisirent les navires et embarcations de pêche, ainsi que, sous le nom « Mémoire submergée », des vestiges trouvés dans les eaux autour du mont Argentario.
Sur le front de mer se trouve le Centre didactique de la biologie marine et son annexe l'Aquarium méditerranéen de la Costa d'Argento. Les deux sites font partie du Réseau des musées de la Maremme.

## Sources
- (it) Cet article est partiellement ou en totalité issu de l’article de Wikipédia en italien intitulé « Porto Santo Stefano » (voir la liste des auteurs).